# Edward Rimkus
Edward William Rimkus, né le 10 août 1913 à Schenectady et mort le 17 mai 1999 à Long Beach, est un bobeur américain.

## Biographie
Edward Rimkus participe aux Jeux olympiques de 1948 à Saint-Moritz, et remporte le titre olympique en bob à quatre avec ses coéquipiers américains Patrick Martin, Francis Tyler et William D'Amico.

## Palmarès

### Jeux olympiques
- : Médaillé d'or en bob à 4 aux Jeux olympiques de 1948.